# Tomba reale di Akhenaton

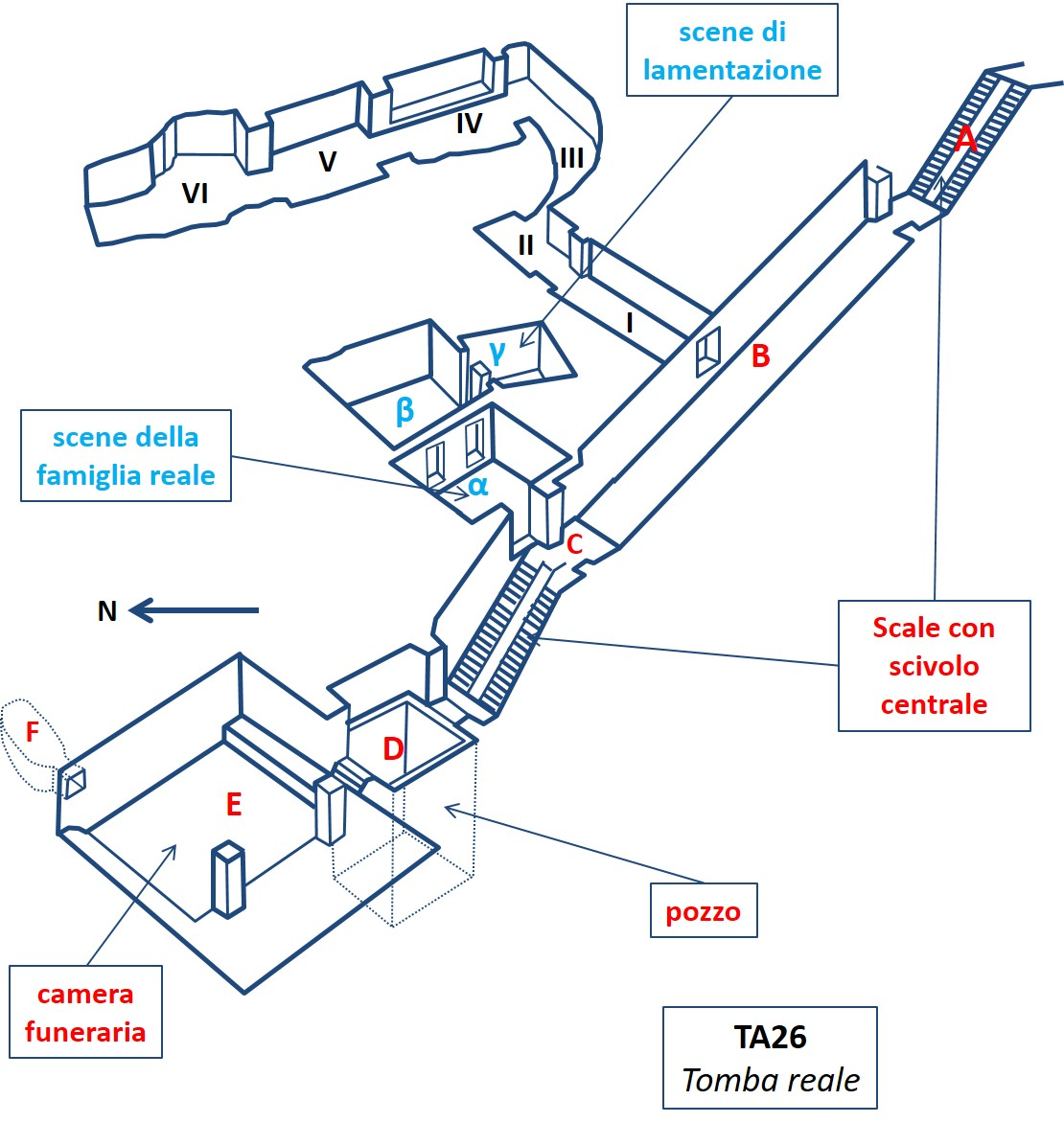
Assonometria della TA26

TA26 (Tomb of Amarna 26) (o Tomba reale), è la sigla che identifica una delle Tombe dello wadi reale ubicate nell'area dell'antica Akhetaton, oggi nota come Amarna, capitale voluta e costruita dal faraone Amenhotep IV/Akhenaton della XVIII dinastia. La città venne abbandonata circa 30 anni dopo la sua fondazione; le tombe vennero abbandonate e in parte riutilizzate in epoca moderna come romitaggi di monaci copti. L'abbandono millenario e i danni causati dalla presenza umana hanno spesso reso irriconoscibili le strutture originarie e danneggiato pesantemente, quando non reso illeggibili, scene pittoriche e rilievi parietali. Nel caso specifico, TA26 viene identificata come "Tomba reale" giacché si ritiene fosse stata predisposta come sepoltura del sovrano e della sua famiglia.

## Titolare
TA26 era la tomba di:
| Titolare                                 | Titolo                             | Necropoli | Dinastia/Periodo | Note                 |
| ---------------------------------------- | ---------------------------------- | --------- | ---------------- | -------------------- |
| Akhenaton (e forse della famiglia reale) | undicesimo re della XVIII dinastia | Amarna    | XVIII dinastia   | wadi reale di Amarna |

## Biografia

### Titolatura di Amenhotep IV/Akhenaton
Dall'incoronazione al 5º anno di regno:
| G5 |

| G5 |

| E1 · D40 | N29 | A28 | S9 |

| E1 · D40 | N29 | A28 | S9 |

| E1 · D40 | N29 | A28 | S9 |

| E1 · D40 | N29 | A28 | S9 |

| E1 · D40 | N29 | A28 | S9 |

| E1 · D40 | N29 | A28 | S9 |

| E1 · D40 | N29 | A28 | S9 |

| E1 · D40 | N29 | A28 | S9 |

| G16 |

| G16 |

| wr · r | sw | t · n | i | i | m | i | t · p | Q1 | t · Z2 |

| wr · r | sw | t · n | i | i | m | i | t · p | Q1 | t · Z2 |

| G8 |

| G8 |

| U39 | Y1 | N28 · Z2ss | m | O28 | W24 · O49 | M27 |

| U39 | Y1 | N28 · Z2ss | m | O28 | W24 · O49 | M27 |

| M23 · X1 | L2 · X1 |

| M23 · X1 | L2 · X1 |

| ra | nfr | xpr | Z3 | ra · wa · n |

| ra | nfr | xpr | Z3 | ra · wa · n |

| ra | nfr | xpr | Z3 | ra · wa · n |

| ra | nfr | xpr | Z3 | ra · wa · n |

| ra | nfr | xpr | Z3 | ra · wa · n |

| ra | nfr | xpr | Z3 | ra · wa · n |

| ra | nfr | xpr | Z3 | ra · wa · n |

| ra | nfr | xpr | Z3 | ra · wa · n |

| G39 | N5 |

| G39 | N5 |

| i | mn · n | Htp | R8 | S38 | R19 |

| i | mn · n | Htp | R8 | S38 | R19 |

| i | mn · n | Htp | R8 | S38 | R19 |

| i | mn · n | Htp | R8 | S38 | R19 |

| i | mn · n | Htp | R8 | S38 | R19 |

| i | mn · n | Htp | R8 | S38 | R19 |

| i | mn · n | Htp | R8 | S38 | R19 |

| i | mn · n | Htp | R8 | S38 | R19 |

Dal 5º anno di regno fino alla morte:
| G5 |

| G5 |

| i | t · n · N5 | mr |

| i | t · n · N5 | mr |

| i | t · n · N5 | mr |

| i | t · n · N5 | mr |

| i | t · n · N5 | mr |

| i | t · n · N5 | mr |

| i | t · n · N5 | mr |

| i | t · n · N5 | mr |

| G16 |

| G16 |

| wr · r | sw | i | i | Aa15 · N27 | i | t · n · N5 |

| wr · r | sw | i | i | Aa15 · N27 | i | t · n · N5 |

| G8 |

| G8 |

| U39 | r · n | V10 · n | i | t · n · N5 |

| U39 | r · n | V10 · n | i | t · n · N5 |

| M23 · X1 | L2 · X1 |

| M23 · X1 | L2 · X1 |

| ra | nfr | xpr | Z3 | ra · wa · n |

| ra | nfr | xpr | Z3 | ra · wa · n |

| ra | nfr | xpr | Z3 | ra · wa · n |

| ra | nfr | xpr | Z3 | ra · wa · n |

| ra | nfr | xpr | Z3 | ra · wa · n |

| ra | nfr | xpr | Z3 | ra · wa · n |

| ra | nfr | xpr | Z3 | ra · wa · n |

| ra | nfr | xpr | Z3 | ra · wa · n |

| G39 | N5 |

| G39 | N5 |

| i | t · n · ra | G25 | x · n |

| i | t · n · ra | G25 | x · n |

| i | t · n · ra | G25 | x · n |

| i | t · n · ra | G25 | x · n |

| i | t · n · ra | G25 | x · n |

| i | t · n · ra | G25 | x · n |

| i | t · n · ra | G25 | x · n |

| i | t · n · ra | G25 | x · n |

## La tomba
TA26 si trova in quello che è oggi noto come "uadi reale", a circa 9 km da Amarna (Wadi Abu Hasah el-Bahari). La tomba venne scoperta nel 1890-1891 dall'archeologo italiano Alessandro Barsanti; l'ingresso, di circa 3,20 m, si trova a livello del terreno ed è rivolto a est, verso il sorgere del sole. La planimetria è inusuale per l'area amarniana e si sviluppa in un corridoio lungo 28 m, in ripida pendenza, che presenta due altrettanto ripide scalinate (una all'ingresso -"A" in planimetria- e l'altra -"C"- che precede un pozzo verticale) al centro delle quali è ricavato uno scivolo, con l'evidente scopo di agevolare il trasporto del sarcofago e delle suppellettili funerarie. A circa metà del corridoio superiore (lettera "B" in planimetria) si apre l'accesso a un primo appartamento laterale non rifinito e non ultimato (numeri romani da I a VI in planimetria). In una stanza (IV) vennero rinvenuti i frammenti di una stele rappresentante il re, la regina e due principesse in adorazione di Aton. Sulla parete opposta a quella in cui si apre l'accesso al primo appartamento si rileva l'impronta di una porta, solo accennata e non proseguita oltre il semplice lavoro di tracciatura, a indicare la volontà di predisporre evidentemente un altro appartamento funerario. Poco prima della seconda rampa ("C") si apre un secondo appartamento, detto "di Maketaton", costituito da tre camere (lettere greche "α", "β" e "γ"); anche in questo caso, sulla parete opposta all'ingresso esiste tracciatura di porta non realizzata. Immediatamente dopo l'accesso all'appartamento di Maketaton ("C") si sviluppa la seconda scala che termina in un vestibolo ("D"), originariamente intonacato e decorato, ma di cui oggi non restano che labili tracce, occupato da un pozzo verticale di sicurezza profondo 3 m. Ancora distinguibile (n. 1 in planimetria) la scena rappresentante una donna (forse la principessa Maketaton) sovrastata da testi illeggibili. Immediatamente dopo il vestibolo si apre la camera funeraria con soffitto retto da due pilastri.

### La camera funeraria
In origine, ab antiquo, l'accesso alla camera era ostruito da un muro di mattoni in calcare che vennero utilizzati per riempire il pozzo antistante all'atto dell'esumazione del corpo dell'occupante per agevolare l'estrazione del sarcofago e/o delle suppellettili funerarie. Proprio tale operazione conferma che la tomba venne occupata verosimilmente da Akhenaton (e/o altri appartenenti alla famiglia reale) e che il corpo venne solo successivamente traslato in altra sepoltura. La camera ("E"), di forma sostanzialmente quadrata con lato di 10 m circa e un'altezza di 3,5 m, è circondata, su tre lati, da una piattaforma alta circa 30 cm su cui si innestano due pilastri; in un angolo della parete est si era evidentemente iniziato lo scavo di un altro appartamento ("F") i cui lavori vennero interrotti. I rilievi e le rare iscrizioni, pure esistenti nella camera funeraria, vennero danneggiati verosimilmente poco dopo la morte del re: si distinguono oggi, a malapena, scene di offertorio (2) (cibi, bevande e fiori) ad Aton da parte del re, della regina e della famiglia reale, e (3) una prefica (?).

### L'appartamento di Maketaton

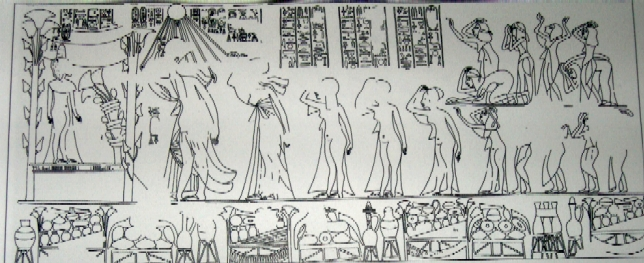
La scena di offertorio alla principessa Maketaton

Al termine del corridoio ("B"), e prima della seconda rampa di scale ("C"), si apre il cosiddetto "appartamento di Maketaton", unica parte della TA26 in cui è ancora possibile ravvisare sia pure solo tracce di dipinti parietali, peraltro molto ben visibili all'atto della scoperta, e noti grazie alle copie eseguite nel 1894. La denominazione deriva dall'essere le scene correlate evidentemente alla morte della principessa, secondogenita di Akhenaton e Nefertiti verosimilmente durante un parto. Si tratta di tre locali (lettere greche "α", "β" e "γ" in planimetria): la stanza "α", di forma quadrata con lato di 5,5 m e altezza di 3 m, presenta tutte le pareti originariamente decorate. Sulla parete ovest, ove si apre l'ingresso, (4) su sette registri sovrapposti i resti di processioni di stranieri; poco oltre (5-6) il re, la regina e quattro principesse, soldati, funzionari e seguaci venerano Aton. Seguono, su nove registri (7) soldati neri, libici e asiatici con carri. Su altra parete (8), nella parte superiore la famiglia reale in lutto e seguaci dinanzi ad Aton. Nella parte inferiore scena di lamentazione sul corpo di una donna (non ne è indicato il nome) distesa su un catafalco; il re e la regina sono riconoscibili dai copricapi che li contraddistinguono, in particolare Nefertiti per l'alta corona tronco-conica. Akhenaton stringe il polso della regina quasi a cercarne conforto per il proprio dolore. All'esterno della camera rappresentata sono presenti personaggi, tra cui il visir riconoscibile per il lungo abito, a loro volta in atto di compianto. Sulla parete adiacente (9-10) il re, la regina, le principesse Merytaton, Maketaton (?) e Ankhesepaaton adorano Aton nel cortile del tempio mentre una scorta militare e alcuni carri attendono al di fuori dei piloni templari; in basso sulla parete (10) il disco solare Aton sovrasta scene con struzzi, gazzelle e altri animali nel deserto. Su altra parete (11) su sette registri soldati neri e asiatici; nell'angolo est di questo locale Barsanti rinvenne frammenti del sarcofago di granito rosso della principessa Maketaton con cartigli di re Amenhotep III e Amenhotep IV.
La camera successiva, "β", è priva di qualsiasi decorazione parietale e si suppone fosse destinata a contenere suppellettili funerarie.
La camera "γ", verosimilmente prevista come camera funeraria dell'appartamento di Maketaton, è nota anche come "camera delle scene di lamentazione"; si tratta della più piccola delle tre (circa 3,5 m2, con un'altezza di 1,80 m) ed è di forma irregolare trapezoidale. Sulle pareti: scena di lamentazione (da cui il nome della stanza) (12-13) simile a quella esistente nella camera "α"; su tre registri (molto danneggiati) il re e la regina affranti dinanzi al corpo della principessa Maketaton (questa volta, al contrario della precedente rappresentazione, ne viene indicato il nome) unitamente a due principesse. Mentre fuori dalla porta del locale rappresentato sono visibili altri personaggi in atto di lamentazione, poco discosto dal catafalco funebre un personaggio femminile, evidentemente una balia, regge tra le braccia un bambino il cui alto rango a Corte viene sottolineato dalla presenza di un portatore di flabello a lui dedicato. Sulle pareti adiacenti (14-15) la principessa Maketaton su un altare e il re e la regina, con tre principesse, seguiti da cortigiani e dolenti recanti offerte funebri. Su altra parete (16) resti di scene comprendenti offerte.

### Ritrovamenti
All'interno della TA26 venne rinvenuti numerosi frammenti di sarcofagi, non bastevoli a un'eventuale ricostruzione. Un angolo in granito rosso relativo a una principessa, con una testa di regina in bassorilievo si trova oggi al Ägyptisches Museum und Papyrussammlung di Berlino (cat. 14524); un frammento di coperchio in alabastro, con il bassorilievo di un avvoltoio è oggi al Cairo (cat. 18492). Da pochi frammenti in granito rosso, infine, si è proceduto alla ipotetica ricostruzione di quello che potrebbe essere stato il sarcofago del re (oggi nell'area antistante il Museo egizio del Cairo).

### Annotazioni
1. ↑  La numerazione dei locali e delle pareti segue quella di Porter e Moss 1968, p. 227.
2. ↑  Salito al trono con il nome di Amenhotep IV, nell'anno VI di regno mutò il suo nome in Akhenaton avendo prescelto, come divinità protettiva delle Due Terre, il disco solare Aton.
3. ↑  La modifica del nome sarebbe avvenuta nell'anno V, VII mese.
4. ↑  Urbain Bouriant, Georges Legrain (1865-1917) e Gustave Jequier (1868-1946) nei loro scritti e appunti fanno riferimento al wadi con il nome di Darb el-Hamzaoui.
5. ↑  Un simile sviluppo, con due scale e corridoi intermedi posizionati su un unico asse, viene qui attestato per la prima volta essendo una concezione più tipica, ripetuta e attestata nella Valle dei Re con le tombe della XIX dinastia.
6. ↑  Data la struttura planimetrica che richiama altre tombe reali, comprendente tre corridoi consecutivi (I - II - III) e una sequenza di tre stanze (IV - V- VI) di cui l'ultima non ultimata, si è ritenuto che fosse stato predisposto come sepoltura di un alto membro della famiglia reale, forse la regina madre Tye, o una Grande sposa reale, o una delle figlie di Akhenaton. L'assegnazione a Tye, peraltro, sarebbe avvalorata dal ritrovamento, a cura di Barsanti, di un frammento di sarcofago recante proprio il nome della regina madre.
7. ↑  Ricostruita per quanto possibile è oggi nota come "Stele di Wilbour" e si trova al Museo egizio del Cairo (cat. 34174).
8. ↑  Sono ancora scarsamente visibili dei mazzi di fiori, ma da disegni originali degli scopritori è noto che esisteva rappresentazione del re Akhenaton, della regina Nefertiti e di una delle figlie in adorazione di Aton.
9. ↑  Oltre ad un effimero sistema di sicurezza da intrusioni, i pozzi verticali, così come in altre tombe anche dell'area tebana, avevano principalmente lo scopo di limitare il rischio di inondazioni della parte più importante, la camera sepolcrale.
10. ↑  Tenendo fede al contenuto delle steli confinarie di mai più sconfinare' dalla città, Akhenaton fece preparare la sua tomba, in una sorta di riproduzione in miniatura della Valle dei Re tebana, ma questa, all'atto della scoperta, risultò depredata così avvalorando il convincimento che il sovrano fosse stato sepolto o, più probabilmente, risepolto, in una tomba della Valle dei Re, che venne dapprima individuata nella misteriosa KV55. L'abbandono della città e delle necropoli amarniane iniziarono nei primi anni di regno di Tutankhamon a cui potrebbe essere peraltro imputabile proprio la traslazione del corpo di Akhenaton. Fin dall'inizio del suo regno, Amenhotep IV/Akhenaton aveva sperato di poter trasformare la stessa Tebe nell'"Orizzonte di Aton". Per tale motivo, seguendo la tradizione dei suoi predecessori della XVIII dinastia, aveva di certo iniziato a far predisporre la sua sepoltura nella Valle dei Re e, verosimilmente, nei pressi della tomba del padre Amenhotep III (KV22). Sulla base di posizionamento, metodi di scavo e sviluppo planimetrico, si è oggi propensi ad individuare tale sepoltura nella incompiuta KV25 ubicata nella Valle Occidentale (West Valley) e anche nota come WV25 o nella vicina KV23 di Ay; altre ipotesi vedono, nella KV23, anche nota come WV23, il sepolcro previsto per la sepoltura di Tutankhamon.
11. ↑  È noto che la coppia ebbe sei figlie Merytaton, Maketaton, Ankhesepaaton (successivamente Ankhesenamon, sposa di Tutankhamon), Neferneferuaton Tasherit, Neferneferura e Setepenra. Tale è l'importanza di tali nascite che proprio dal numero delle figlie presenti in alcune scene è possibile almeno approssimativamente indicare l'anno di regno in cui un certo evento si verificò.
12. ↑  Sono ancora visibili i nomi delle principesse Ankesepaaton e Neferneferuaton Tasherit.
13. ↑  Dalla svolta religiosa, rivoluzionaria, di Akhenaton derivavano anche le stesse rappresentazioni scultoree e pittoriche giacché era normale che il re e la regina comparissero quasi sempre assieme e in formato paritetico, là ove, precedentemente e poi successivamente, la statura della rappresentazione indicava una ben precisa gerarchia. Si consideri, a titolo di esempio il "Tempio Maggiore" di Abu Simbel in cui le statue di Ramses II raggiungono quasi i 20 m di altezza, ma quelle della sposa Nefertari o della sua stessa madre, arrivano all'altezza del ginocchio del colosso. In alcuni casi, e questo della lamentazione su Maketaton ne è una chiara rappresentazione, si assiste addirittura a un'inversione delle altezze talché la regina Nefertiti, anche in funzione dell'alta corona che la caratterizza, viene rappresentata più alta dello sposo Akhenaton.
14. ↑  Proprio la presenza di tale infante ha consentito di ipotizzare che la principessa Maketaton fosse morta di parto; benché non esistano prove a suffragio, alcuni studiosi hanno ipotizzato che il neonato potesse essere Tutankhamon.

### Fonti
1. ↑  Porter e Moss 1968, Vol. IV, pp. 235.
2. 1 2  Reeves 2001, p. 127.
3. ↑  Dodson 2009, p. 170.
4. ↑  Aldred 1996, p. 165.
5. 1 2 3  Porter e Moss 1968, Vol. IV, p. 236.
6. ↑  Porter e Moss 1968, Vol. IV, p. 235.